# 奇切爾

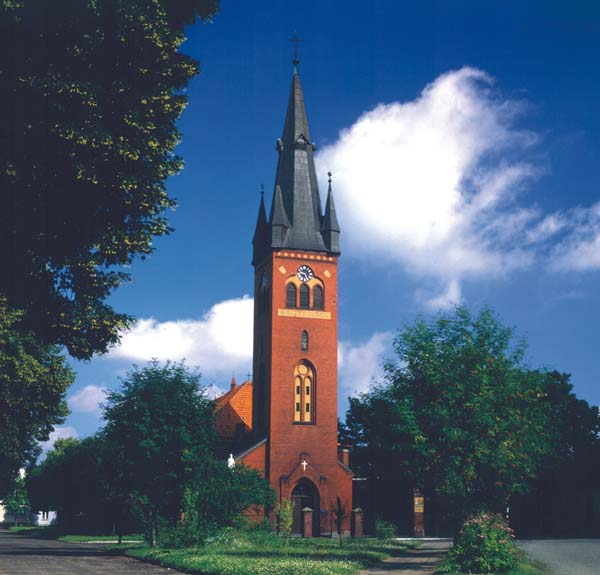

奇切爾是波蘭的城鎮，位於該國西部奧布拉河右岸，由盧布斯卡省負責管轄，面積3.03平方公里，2006年人口2,363。在第二次瓜分波蘭中，該鎮在1793年被納入普魯士王國管治範圍。

## 外部連結
- Jewish Community in Trzciel（页面存档备份，存于） on Virtual Shtetl

52°22′N 15°52′E / 52.367°N 15.867°E